# Тарута, Сергей Алексеевич
Серге́й Алексе́евич Тару́та (укр. Сергій Олексійович Тарута; род. 23 июля 1955, Виноградное, Сталинская область) — украинский предприниматель и политик. Совладелец корпорации «ИСД», президент ФК «Металлург» (Донецк), губернатор Донецкой области Украины со 2 марта по 10 октября 2014 года. Народный депутат Украины VIII и IX созывов. Лауреат премии «Celebrity Awards 2020» в номинации «Личность года».
В феврале 2008 года с состоянием $2,65 млрд Тарута занял 8 место в ТОП-130 богатейших граждан Украины журнала «Фокус».
По оценкам «Форбс», в 2013-м году его состояние составило $597 млн.

## Биография

### Образование и трудовая деятельность
Сергей Тарута окончил механико-металлургический факультет Ждановского металлургического института (1979), инженер-механик.
Окончил факультет менеджмента управления Донецкой государственной академии управления (1999), менеджер внешнеэкономической деятельности.
С 1979 года работал на заводе «Азовсталь», в частности начальником отдела внешнеэкономических связей.
В 1995 году стал соучредителем внешнеторговой фирмы «Азовинтэкс».
С декабря 1995 года исполнительный директор созданной корпорации «Индустриальный Союз Донбасса» («ИСД»).
Ныне председатель совета директоров ИСД, президент футбольного клуба «Металлург» (Донецк).

### Политическая деятельность

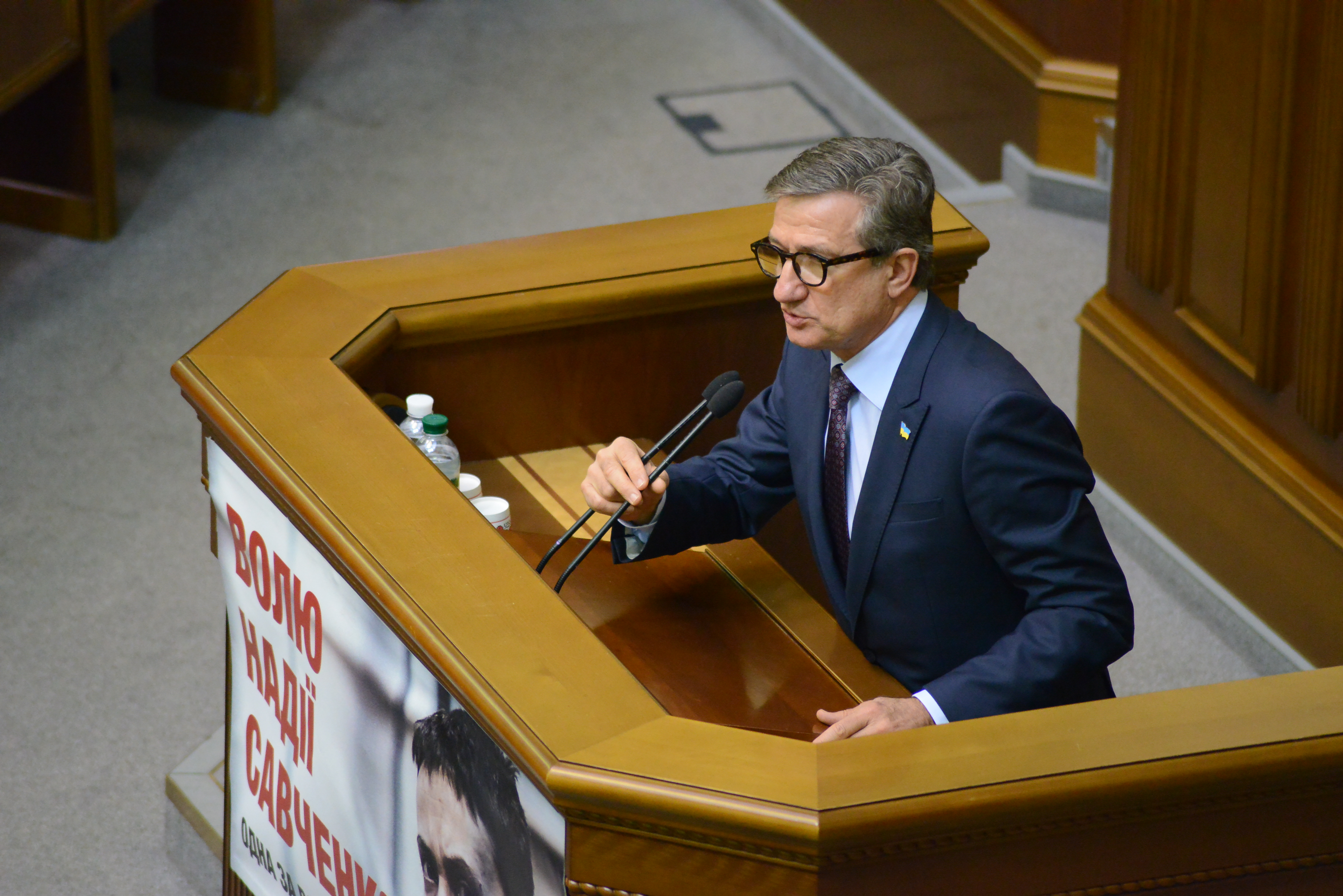
Сергей Тарута в Верховной раде Украины в 2015 году

В 1998—2006 годах депутат Донецкого облсовета, член постоянной комиссии по вопросам земли и естественных ресурсов.
В 2004—2005 годах член Совета предпринимателей при Кабинете Министров Украины.
Сопредседатель Индийско-украинской торгово-промышленной группы.
По словам Таруты, при президентстве Ющенко обсуждалось предложение его назначения премьер-министром, также ему предлагали стать вице-премьером, а В. Ф. Янукович предлагал ему должность первого вице-премьера.
Как отмечает «Главком»: «При президентстве Ющенко у Таруты и его экс-партнёра по бизнесу Виталия Гайдука был неформальный статус „оранжевых донецких“», последний даже непродолжительное время проработал Секретарем СНБО.
C 2017 года является неформальным лидером партии «Основа», а также её создателем.

### Председатель Донецкой областной государственной администрации

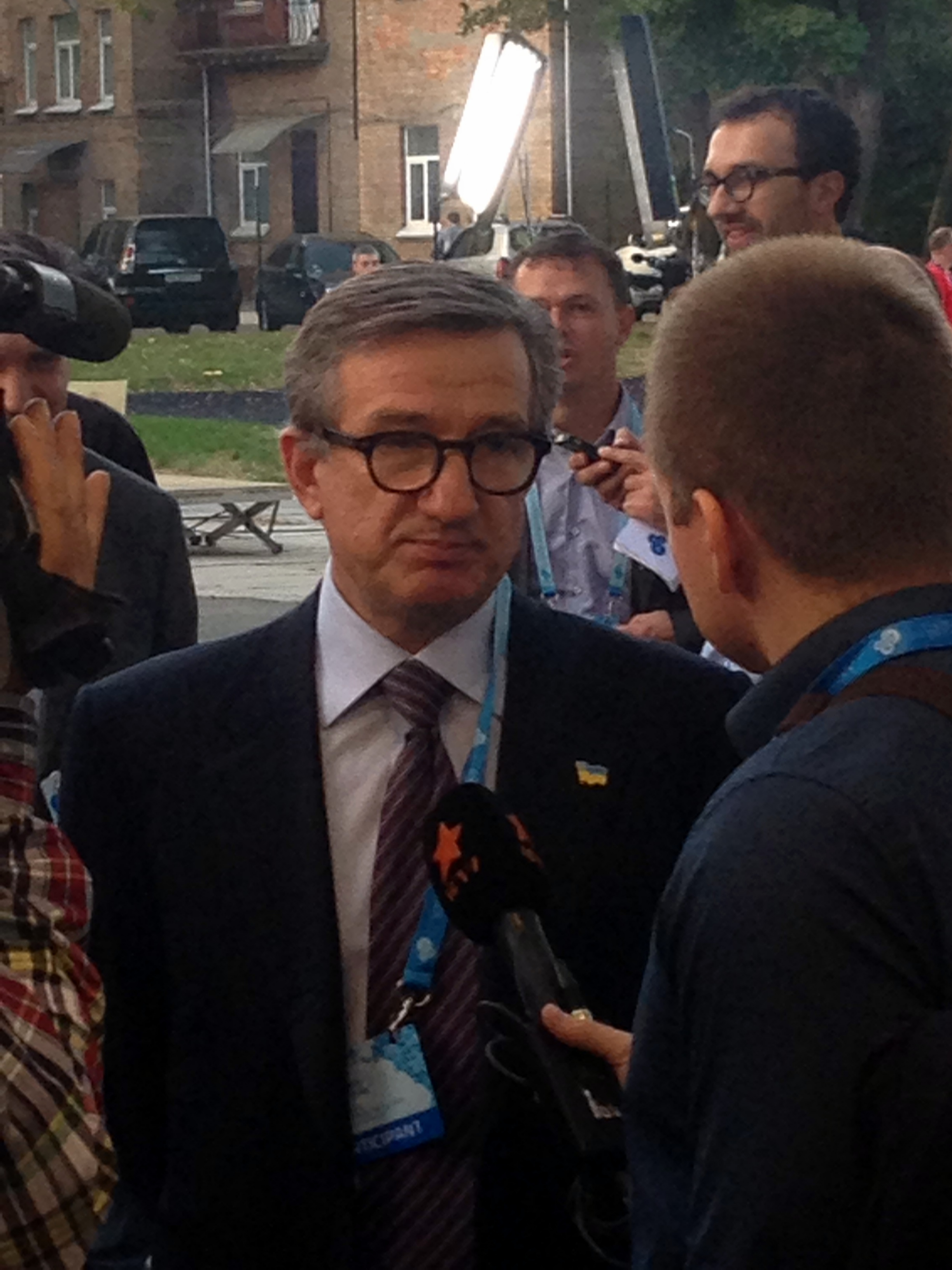
Сергей Тарута на YES 2014

2 марта 2014 года указом и. о. президента Украины Александра Турчинова Сергей Тарута назначен губернатором Донецкой области Украины, ранее он заявил о своей готовности на это назначение. Одной из первых своих задач на этом посту он объявил отмену решений, принятых облсоветом.
13 июня 2014 года после возвращения Мариуполя под контроль украинских войск по поручению президента Украины Петра Порошенко перенес сюда временно административный центр Донецкой области.
3 сентября Сергей Тарута сообщил о том, что на данный момент под контролем региональной власти находится 70 % территорий Донецкой области, 50 % населения которой поддерживают действия украинской власти и готовы всячески содействовать её представителям. Позднее во время контрнаступления ДНР Тарута покинул Мариуполь из-за угрозы захвата города, при этом заявил о готовности организовать эвакуацию населения из Мариуполя. На фоне этих событий выступил за введение военного положения и отмену внеочередных выборов в Верховную Раду. 16 сентября Тарута резко выразился против решения президента Украины о специальном статусе трети районам Донбасса.
10 октября указом президента Украины Петра Порошенко был уволен с поста главы ДОГА, его заменил бывший командующий внутренними войсками Украины генерал Александр Кихтенко. Ранее об этих планах объявлял советник президента Юрий Луценко.
29 сентября был зарегистрирован ЦИК Украины в качестве кандидата в народные депутаты Верховной Рады на внеочередных выборах в Верховную Раду, является самовыдвиженцем в округе № 58 Донецкой области.
По итогам выборов занял первое место, набрав 60 % (29 747 голосов). Внефракционный, председатель подкомитета по вопросам охраны историко-культурного наследия Комитета Верховной Рады Украины по вопросам культуры и духовности.
Выдвигался кандидатом в президенты на выборах 2019 года. Снял свою кандидатуру в пользу Юлии Тимошенко.

## Личная жизнь
Женат, две дочери.
Одна из них — Екатерина Тарута, работает ведущей новостей на канале ICTV, ранее вела программы на телеканале М1.
Занимался альпинизмом. Также увлекается коллекционированием предметов глубокой старины (в частности, трипольской и скифской культур). На этой почве, а также на почве благотворительности он сблизился с Виктором Ющенко.
Коллекция «Платар» (скифское золото и другие предметы старины) ранее принадлежала коллекционеру бизнесмену Сергею Платонову, ушедшему из жизни в 2005 году в возрасте 58 лет. Ныне коллекцию из тысяч предметов старины (часть её, 1315 экспонатов из золота, серебра и бронзы, в 2001 году Платонов преподнёс государству) хранит председатель совета директоров металлургической компании ИСД Сергей Тарута.

## Награды
- Орден «За заслуги» ІІІ степени (2006)[22]
- Орден «За заслуги» ІІ степени (2009)[23]
- Орден Святой Анны II степени («Российский императорский дом», 6 мая 2011)
- Лауреат премии «Celebrity Awards 2020» в номинации «Личность года»[2].